# Shalonda Enis
Shalonda Mochea Enis (Celeste, 3 dicembre 1974) è un'ex cestista statunitense, professionista nella ABL e nella WNBA.

## Carriera
È stata selezionata dalle Washington Mystics al secondo giro del Draft WNBA 1999 (13ª scelta assoluta).

## Palmarès
- ABL Rookie of the Year (1998)
- All-ABL Second Team (1998)